# Angel Beats!
Az Angel Beats! (エンジェルビーツ!; Hepburn: Enjeru Bītsu!) japán animesorozat, amelyet a P.A. Works és az Aniplex készített el, Kisi Szeidzsi rendező közreműködésével. A zenéje eredetileg Maeda Dzsun fejében fogant meg. A szériát először a 2010 április 3-ától június 26-áig sugározták Japánban.

## Története
A történet a túlvilágon játszódik; középpontjában Otonasi Juzuru áll, aki elvesztette emlékeit halála után. A fiú átkerül egy túlvilági iskolába és találkozik egy Juri nevezetű lánnyal, aki meghívja őt a Túlvilági Csatatér nevezetű szervezetbe Afterlife Battlefront (死んだ世界戦線; Hepburn: Shinda Sekai Sensen (SSS)), melynek Juri a vezetője. A szervezet azért jött létre, hogy Istennel hadakozzon, amiért az ilyen kegyetlen sorsot adott a tagoknak, de mivel nem tudják elérni a Mindenhatót, ezért a diákönkormányzat elnökével küzdenek, kit Angyalként emlegetnek, s természetfeletti erőkkel rendelkezik. Az SSS megalapított egy zenekart is, mely a Girls Dead Monster névre hallgat, mely elterelésként szolgál a küldetések alatt, illetve a Céh-et (Guild), mely fegyvereket gyárt földből. A túlvilág további részeiben "átlagos" tanulók és tanárok élnek, kiket Juri "NPC"-knek tart, akik nem emberek, csak úgy viselkednek.
|  | Alább a cselekmény részletei következnek! |

Az első a szereplők közül, ki beteljesíti álmát, s továbbáll: Ivaszava – a Girls Dead Monster vezetője. Angyal, vagy igazi nevén Tacsibana Kanade az SSS akciójának köszönhetően elveszti elnöki pozícióját, s helyét az alelnök, Naoi veszi át, ki hipnózist használva irányítja az NPC-ket, saját céljai elérése érdekében az SSS ellen, de főszereplőnk megállítja ténykedéseit, miután elismeri Naoi létezését, aki ezért később csatlakozik a szervhez. Naoi hipnózisa segítségével Otonasi visszaszerzi emlékeit, s nem sokkal ezután Kanade-t is barátjává teszi. Közösen elhatározzák, hogy mindenkit átsegítenek, kezdve Jui-val, aki Ivaszava helyét foglalta el a bandában.
Mikor titokzatos árnyék szörnyek kezdik el ostromolni az SSS-t, Takamacu áldozatukul esik és NPC-ként tér vissza a sorozatba. Otonasi beszéli rá az SSS tagok nagy részét, hogy keljenek át, mielőtt még NPC-kké válnak. Eközben Juri elpusztítja az árny programért felelős gépet, melyet azért hoztak létre, hogy indítsa el ezt a programot, amint szerelmet észlel ebben a világban, hogy elkerülhessék a Paradicsommá válását. Az az öt, aki ebben a világban maradt megtartja a diplomaosztó ünnepséget, ahol megköszönik egymás munkáját, s kettőjüket kivéve átkelnek: Otonasi-t és Kanade-t. Otonasi rájön, hogy Kanade sajnálja, hogy nem tudta megköszönni a szívet, melyet Otonasi ajánlott fel halála után. Ezek után Kanade is továbbáll, s Otonasi egyedül marad, szerelmesen.
Az utószóban az újjászületett Otonasi és Kanade találkozik az utcán a valódi világban, egy alternatív utószó pedig arról számol be, hogy Otonasi ott marad, hogy átsegítse az újonnan érkezőket.
|  | Itt a vége a cselekmény részletezésének! |